# The Beloved Impostor
The Beloved Impostor è un film muto del 1918 diretto da Joseph Gleason e prodotto dalla Vitagraph Company of America. Sceneggiato da A. Van Buren Powell su un soggetto di Elizabeth J. Mariani, il film aveva come interpreti Gladys Leslie, Huntley Gordon, Denton Vane, Julia Hurley, Frances Miller, Gwen Williams, Neil Hamilton.

## Trama
Dick Mentor è diventato misogino da quando è stato lasciato dalla moglie che poi è morta in un incidente d'auto. Dopo il suo abbandono, è morto pure il loro bambino. Amareggiato, Dick non può dimenticare e persevera nel suo atteggiamento. Betty, una civettuola fanciulla, venendo a sapre che Mentor sta per arrivare in visita, scommette con Hugh, uno dei suoi corteggiatori, un bacio contro un cavallo che riuscirà a conquistare l'odiatore di donne. Travestita da dodicenne, la vezzosa Betty fa di tutto per affascinare il suo ospite che resta incantato dalla ragazza. Lei, però, dal canto suo, comincia a rendersi conto di essersi innamorata della sua vittima ma non vuole ammetterlo. Quando Hugh si presenta con il cavallo (premio della scommessa), Betty si trova costretta a confessare. La sua confessione d'amore, però, alla fine scioglie la rabbia di Dick.

## Produzione
Il film fu prodotto dalla Vitagraph Company of America. Ex attore, il regista Joseph Gleason diresse (secondo la filmografia) soltanto tre film.

## Distribuzione
Il copyright del film, richiesto dalla Vitagraph Co. of America, fu registrato il 10 dicembre 1918 con il numero LP13135. Distribuito dalla Greater Vitagraph (V-L-S-E), il film uscì nelle sale statunitensi il 16 dicembre 1918.
Non si conoscono copie ancora esistenti della pellicola che viene considerata presumibilmente perduta.